# Kōji Inada
Pour les articles homonymes, voir Inada.
Kōji Inada (稲田 浩司, Inada Kōji) est un auteur de manga, né le 14 mars 1964.
Il a notamment travaillé en collaboration avec Riku Sanjō.

## Œuvres principales
- Beet the Vandel Buster (冒険王ビィト) : dessinateur
- Dragonquest tanpenshuu - Dragonquest 4 gaiden - Jigoku no meikyuu (ドラゴンクエスト短編集 ドラゴンクエスト4外伝 地獄の迷宮) : dessinateur
- Dragon Quest : La Quête de Daï (ダイの大冒険) : dessinateur
- Kusottare dazee!! (クソッタレだぜェ!!)